# LIVE TOUR "新世界" in 日本武道館
『LIVE TOUR "新世界" in 日本武道館』（ライブ ツアー"しんせかい" イン にっぽんぶどうかん）は、ACIDMANの2013年発売のライブビデオである。

## 収録内容

### DISC1
1. gen to（intro）
2. SUSY
3. NO.6
4. swayed
5. 君の正体
6. ラストコード
7. Further ～夜になる前に～
8. スロウレイン
9. Can't Help Falling In Love
10. ALMA
11. 風追い人（前編）
12. 風追い人（後編）
13. アルケミスト
14. FREE STAR
15. to live
16. カタストロフ
17. 新世界
18. 白光

### DISC2
1. ある証明
2. Your Song
3. 廻る、巡る、その核へ

- ACIDMAN LIVE TOUR “新世界” documentary